# ハンター (1980年の映画)
『ハンター』（The Hunter）は、1980年にスティーブ・マックイーン主演で製作されたアクション映画である。マックイーンの遺作でもある。実在したバウンティハンター、ラルフ・ソーソンの半生を描いている。

## あらすじ
1872年、保釈中に失踪した逃亡者を非情なまでに追いかけ、何人も捕まえてきたバウンティハンターのソーソン（スティーブ・マックイーン）。たとえ保安官の甥でも容赦はしない。しかし、いつもは追いかける側の彼を執拗なまでに付け狙う復讐心に燃える男がいた。その男の魔の手は、内縁のドティ（キャスリン・ハロルド）にまで伸びてきた。

## 登場人物
ラルフ・ソーソン
演 - スティーブ・マックイーン
賞金稼ぎ。一方では違反者の更生の支援もしている。周囲からはパパと呼ばれて慕われている。
リッチー・ブルメンタル
演 - イーライ・ウォラック
保釈保証人と賞金稼ぎの仲介人。
ドティ
演 - キャスリン・ハロルド
ラルフの内縁の妻。
トミー・プライス
演 - レヴァー・バートン
ラルフが捕まえた若者。電気修理を得意としている。
ロッコ・メイソン
演 - トレイシー・ウォルター
ラルフに捕まり、刑務所送りになった男。
スポタ
演 - リチャード・ベンチャー
警部。ラルフの友人。
ベルナルド
演 - トーマス・ロサレス・Jr.
違反者。裕福な家庭。
ストロング
演 - ベン・ジョンソン
保安官。
ビリー・ジョー
演 - カール・シュエネマン
ストロングの甥。

## キャスト
| 役名                     | 俳優                     | 日本語吹替                                                                           | 日本語吹替                     |
| 役名                     | 俳優                     | フジテレビ版                                                                         | テレビ朝日版 （追加収録部分）  |
| ------------------------ | ------------------------ | ------------------------------------------------------------------------------------ | ------------------------------ |
| ラルフ・ソーソン（パパ） | スティーブ・マックイーン | 宮部昭夫                                                                             | 内海賢二 （落合弘治）          |
| リッチー・ブルメンタル   | イーライ・ウォラック     | 永井一郎                                                                             | 富田耕生                       |
| ドティ                   | キャスリン・ハロルド     | 弥永和子                                                                             | 幸田直子                       |
| トミー・プライス         | レヴァー・バートン       | 古谷徹                                                                               | 堀川亮 （石野竜三）            |
| スポタ                   | リチャード・ベンチャー   | 村越伊知郎                                                                           | 仲村秀生 （世古陽丸）          |
| ストロング保安官         | ベン・ジョンソン         | 糸博                                                                                 | 阪脩                           |
| ロッコ・メイソン         | トレイシー・ウォルター   | 仲木隆司                                                                             | 谷口節                         |
| 情報屋                   | アル・ルシオ             |                                                                                      | 加藤正之                       |
| ビリー・ジョー           | カール・シュエネマン     |                                                                                      | 池田勝                         |
| 女バーテン               | デア・セント・ラ・モント |                                                                                      | 巴菁子                         |
| ベルナルド               | トーマス・ロサレス・Jr.  | 平林尚三                                                                             | 村松康雄                       |
| ベルナルド夫人           | ポッピー・ラゴス         | 鈴木れい子                                                                           | 秋元千賀子                     |
| ラマーズ・リーダー       | ゾーラ・マーゴリス       |                                                                                      | 横尾まり                       |
| チーフ                   | F・ウィリアム・パーカー  |                                                                                      | 石森達幸                       |
| バーテン                 | ラルフ・ソーソン         | 加藤正之                                                                             | 島香裕                         |
| ウィンストン             | テディ・ウィルソン       |                                                                                      | 徳丸完                         |
| ブロンド                 |                          |                                                                                      | 滝沢久美子                     |
| オブライエン             |                          |                                                                                      | 小島敏彦                       |
| ワーブロー               |                          | 石森達幸                                                                             | 大山高男                       |
| ミリー                   |                          |                                                                                      | 峰あつ子                       |
| ガールフレンド           |                          |                                                                                      | 神代知衣                       |
| ドクター                 |                          |                                                                                      | 大滝進矢                       |
| トニー                   |                          | 玄田哲章                                                                             | 戸谷公次                       |
| 不明 その他              | N/A                      | 岡和男 米山あつ子 沢木郁也 長堀芳夫 中川まり子 向殿あさみ 高木早苗 龍田直樹 大山高男 | N/A                            |
| 日本語版制作スタッフ     |                          |                                                                                      |                                |
| 演出                     | 演出                     | 春日正伸                                                                             | 小林守夫 （飯村靖雄）          |
| 翻訳                     | 翻訳                     | 飯嶋永昭                                                                             | 宇津木道子 （古瀬由紀子）      |
| 効果                     | 効果                     | 遠藤堯雄/桜井俊哉                                                                    | 遠藤堯雄/桜井俊哉              |
| 調整                     | 調整                     | 丹波晴道                                                                             | 荒井孝                         |
| 制作                     | 制作                     | 東北新社                                                                             | 東北新社                       |
| 解説                     | 解説                     | 高島忠夫                                                                             | 淀川長治                       |
| 初回放送                 | 初回放送                 | 1982年11月6日 『ゴールデン洋画劇場』                                                 | 1987年8月23日 『日曜洋画劇場』 |

※テレビ朝日版は2016年12月28日にWOWOWでカット部分を追加録音したものが放送。その際故人などの各声優の部分は別の声優が代役を務めた。
※フジテレビ版は2022年6月2日にザ・シネマで再放送された。

## スタッフ
- 監督：バズ・キューリック（英語版）
- 製作：モート・エンゲルバーグ
- 脚本：デッド・レイトン、ピーター・ハイアムズ
- 撮影：フレッド・コーネカンプ
- 音楽：ミシェル・ルグラン
- 日本語字幕：金田文夫[5]

## その他
- 劇中登場するトランザムが2019年に発見された[6]。
- ラルフ・ソーソン本人がバーテン役で出演している。
- 劇中に登場する骨董品のオモチャのいくつかはマックイーン本人のコレクションである。
- 運転している51年型シボレー・コンパーチブルもマックイーン本人のコレクションである。
- 劇中でパンタグラフにぶら下がるアクションシーンはスティーブ・マックイーン本人が演じている。
- 本作の監督は当初ピーター・ハイアムズが担当する予定であったが、マックイーンと対立して降板している[7]。